# モガウン (カチン州)
モガウン (ビルマ語: မိုးကောင်း [móɡáʊɴ]; シャン語: Mong Kawng)は、ミャンマー・カチン州の都市である。マンダレー～ミッチーナー間の鉄道線上に位置している。

## 歴史
第二次世界大戦時には、ビルマの戦いの主戦場となった。